# Metromover
El Metromover es un sistema hectométrico que opera en Miami, Florida. Inaugurado el 17 de abril de 1986, actualmente el sistema cuenta con 21 estaciones. El Metromover es uno de 3 sistemas de transporte hectométrico en el centro de una ciudad en los Estados Unidos, los otros son el Jacksonville Skyway y el Detroit People Mover. El Metromover es el único completado. Es considerado como un punto estratégico para el desarrollo de un centro de una ciudad.

## Servicio
El Metromover abastece al Centro de Miami, Brickell, Park West y Omni. El Metromover se conecta directamente con el Metrorail en las estaciones Government Center y Brickell. La primera línea llamada Downtown/Inner Loop inició originalmente el 17 de abril de 1986, y después fue expandida a Omni y Brickell Loop el 26 de mayo de 1994.